# Дубняки (Брестская область)
Дубняки (бел. Дубнякі) — деревня в Ганцевичском районе Брестской области Белоруссии. Входит в состав Огаревичского сельсовета.

## География
Деревня находится в северо-восточной части Брестской области, при автодороге Н-12, на расстоянии приблизительно 5 километров (по прямой) к северо-востоку от города Ганцевичи, административного центра района. Абсолютная высота — 159 метров над уровнем моря. Площадь населённого пункта — 0,142 км².

## История
По состоянию на 1909 год, в Дубняке проживало 13 человек. В административном отношении деревня входила в состав Синявинской волости Слуцкого уезда Минской губернии.
Согласно Рижскому мирному договору (1921), деревня вошла в состав межвоенной Польши. Входила в состав гмины Круговичи Лунинецкого повета Полесского воеводства Польши. В 1921 году числилось 66 жителей, проживавших в 12 домах. В этническом составе населения того периода поляки составляли 68 %, белорусы — 32 %. В конфессиональном составе населения преобладали православные христиане (59 %) и католики (41 %).
С 1939 года в БССР.

## Население
По данным переписи 2019 года, в деревне проживал 1 человек.
| Год  | Население, человек |
| ---- | ------------------ |
| 1909 | 13                 |
| 1921 | ↗ 66               |
| 2009 | ↘ 2                |
| 2019 | ↘ 1                |